# Allemands du Schleswig du Nord
Environ 15 000 personnes du Danemark appartiennent à une population allemande minoritaire traditionnellement dénommée hjemmetyskere sens « allemands nationaux » en danois, et en tant que Nordschleswiger « schleswigeois du nord » en allemand. Cette minorité allemande est de citoyenneté danoise. Ils continuent à employer l'allemand et le jute du sud comme langue maternelles. En outre, il y a aussi plusieurs milliers de citoyens allemands résidant au Danemark sans lien historique avec ce groupe.

## Histoire

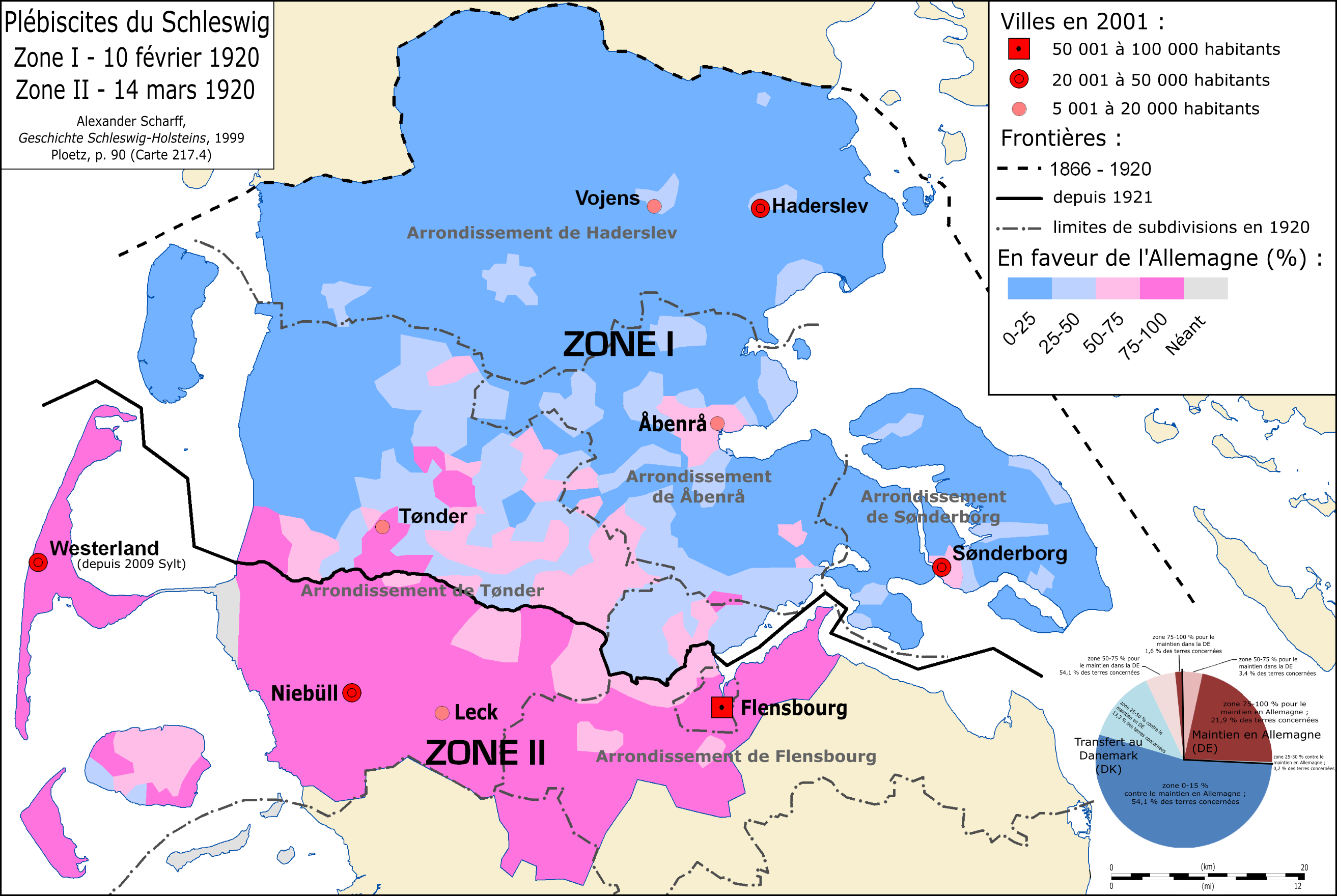
Résultats du plébiscite.

En 1920, à la suite de la Première Guerre mondiale, deux plébiscites au Schleswig ont eu lieu, dans la province prussienne de Schleswig-Holstein et l'ancien Duché de Schleswig. Les plébiscites ont eu lieu en deux zones qui ont été définis par le Danemark  d'après les idées de l'historien danois Hans Victor Clausen  . La zone nord (zone I) vote en bloc c'est-à-dire comme une unité ou la majorité choisi le rattachement. La zone 1 a été dimensionné autant que possible vers le Sud  plaçant ainsi la ligne Clausen au Sud de Tondern (Tønder) au lieu du nord, englobant une région germanophone. Pour la zone II, petite zone centrale, chaque municipalité décida de sa propre allégeance. Cette procédure permettaient au Danemark de gagner des territoires en repoussant la frontière vers le sud en fonction des majorités dans les municipalités.
Les électeurs de la zone centrale ont voté pour rester dans la République de Weimar. La zone nord a voté son rattachement au Danemark, qui avait contrôlé le territoire avant la guerre prusso-danoise de 1864. Aucun vote n'a eu lieu dans la zone sud du Schleswig. Ainsi, le Schleswig a été divisé entre l'Allemagne et le Danemark.
Dans la partie nord environ 25 % de la population, soit 40 000 personnes étaient allemandes, ayant leurs centres dans les villes de Tønder, Aabenraa, Sønderborg et Haderslev, mais aussi dans le district entre Tønder et Flensburg près de la nouvelle frontière voir figure). La ville de Haderslev était en fait une enclave ethnique à l'époque des plébiscites, tandis que Tønder avait une vaste majorité allemande (environ 80 %), Aabenraa et Sønderborg  majoritairement allemandes se situe dans le sud près de la nouvelle frontière.